# Alismobates reticulaltus
Alismobates reticulaltus är en kvalsterart som beskrevs av Malcolm Luxton 1992. Alismobates reticulaltus ingår i släktet Alismobates och familjen Fortuyniidae. Inga underarter finns listade i Catalogue of Life.